# El Ouinet
El Ouinet (în arabă العوينات) este o comună din provincia Médéa, Algeria.
Populația comunei este de 4.186 de locuitori (2008).